# Dundocera gabelensis
Espèce
Synonymes
- Theotima gabelensis Machado, 1951

Dundocera gabelensis est une espèce d'araignées aranéomorphes de la famille des Ochyroceratidae.

## Distribution
Cette espèce est endémique d'Angola.

## Étymologie
Son nom d'espèce, composé de gabel[a] et du suffixe latin -ensis, « qui vit dans, qui habite », lui a été donné en référence au lieu de sa découverte, Gabela.

## Publication originale
- Machado, 1951 : Ochyroceratidae (Araneae) de l'Angola. Publicaçoes culturais da Companhia de Diamantes de Angola, vol. 8, p. 1-88.